# Burgus Asperden

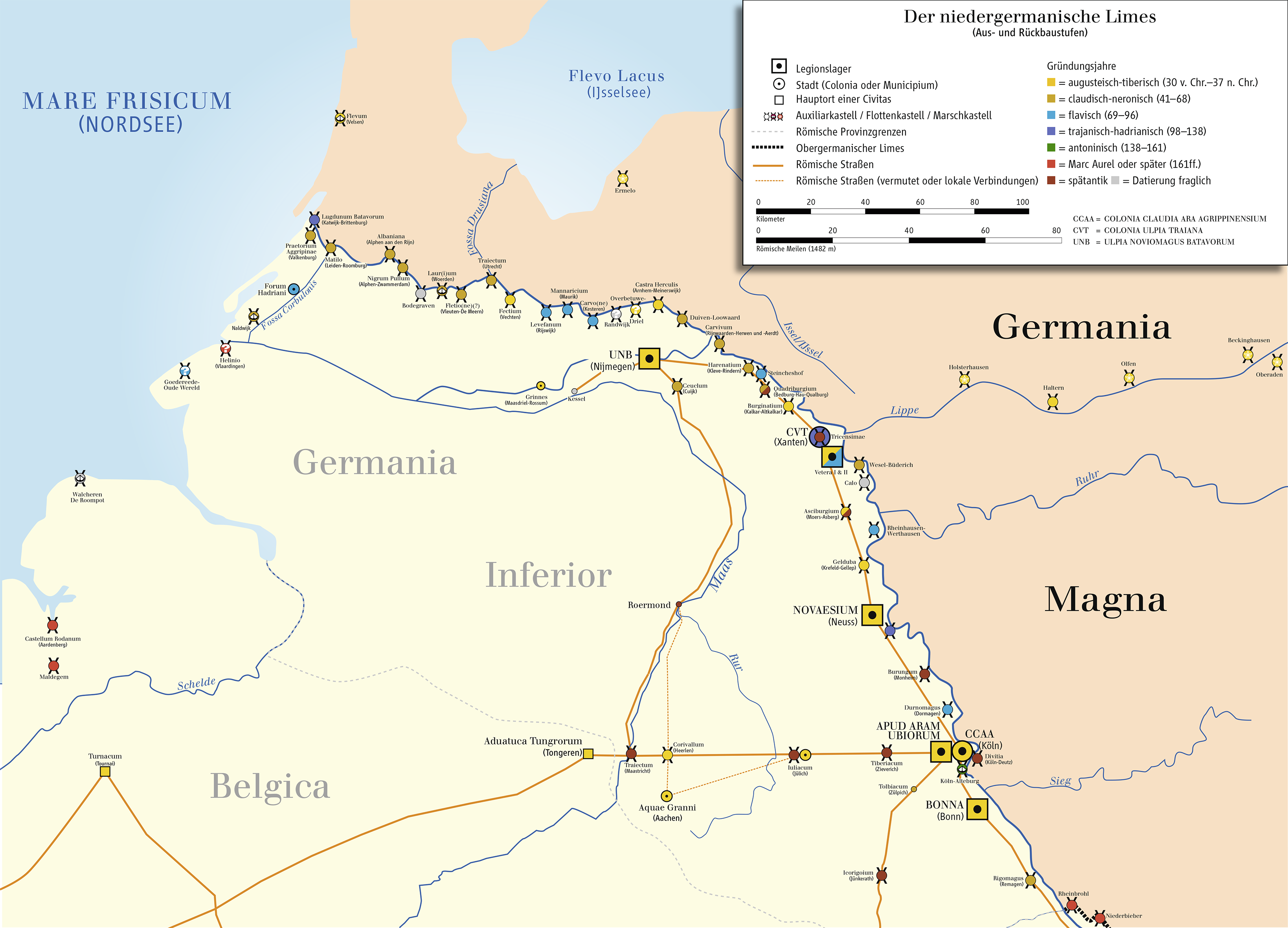
Karte des Niedergermanischen Limes

Der Burgus Asperden ist eine spätrömische Kleinfestung bei Asperden, einem Stadtteil von Goch am Niederrhein im Bundesland Nordrhein-Westfalen. Im Volksmund ist der Burgus auch als das Versunkene Kloster bekannt, vermutlich, weil er sich in der Nähe des im 13. Jahrhundert gegründeten Klosters Graefenthal befindet.

## Zeitliche Einordnung
Der Burgus stammt aus der Zeit Valentinians I., was dadurch als belegt gilt, dass 76 Münzen gefunden wurden, von denen 70 aus der Zeit nach dem Jahr 367 stammen. Er steht damit vermutlich im Kontext der valentinianischen Bemühungen, die germanischen Stämme abzuwehren und die Grenze des Imperiums zu stabilisieren. Als Flavius Stilicho im Jahr 396 die römische Provinz Germania secunda aufsuchte, stand vermutlich in Asperden noch eine reguläre Truppe der Limitanei.
Spätestens nach dem Einfall der Franken im Jahr 413 wurde der Burgus aufgegeben. Auf einer Fläche von 2 × 1,5 m über dem inneren Graben fand der Archäologe und damalige Leiter der Außenstelle Xanten des Rheinischen Landesmuseums Hermann Hinz Mitte der 1960er Jahre eine Konzentration von Eisenluppen, zwischen denen sich auch zwei frühmittelalterliche Scherben des 7. Jahrhunderts befanden. Der Ausgräber vermutete, dass diese Funde auf die Plünderung und Ausbeutung der Ruinen durch die Franken zurückzuführen seien.

## Lage und Funktion
Der Burgus lag auf ungefähr halber Strecke zwischen Asperden und Kessel, auf der rechten Seite der Niers und am südlichen Rand des Reichswaldes. Hier bildete das Ufer der Niers einen Steilhang, während sie heute bedingt durch Flussbegradigung ungefähr 20 Meter weiter südlich verläuft.
Die Besatzung des Burgus war unter anderem vermutlich für die Sicherung einer Nebenstraße verantwortlich, die das Hinterland an die römischen Rheintalstraße am Niedergermanischen Limes anschloss und darüber hinaus mit den Siedlungen an der Maas verband. Neben der militärischen Nutzung als Wachturm und Fliehburg ist anzunehmen, dass der Burgus auch als Kornspeicher (Horreum) gedient hat, worauf Getreidefunde in anderen, baugleichen burgi hindeuten.
Steinraub, Raubgrabungen sowie die Auswirkungen der Kampfhandlungen des Zweiten Weltkriegs haben dafür gesorgt, dass von dem Bauwerk heute oberirdisch nichts mehr zu sehen ist.

## Forschungsgeschichte
Die volkstümlichen Namensgebung Versunkenes Kloster und entsprechende Beschreibungen in der Heimatliteratur führten zu ersten Grabungen in den Jahren 1871 und 1877. Diese entsprachen bei Weitem nicht den Anforderungen wissenschaftlicher archäologischer Ausgrabungen. Auch wurden ihre Ergebnisse nicht  publiziert. Es ist nur bekannt, dass neben verschiedenen Kleinfunden wie Scherben, kleinen Ton- und Glasgefäßen auch die Hälfte eines Mühlsteines, vermutlich von einer Handmühle, gefunden wurden.
In den Jahren 1964 und 1965 wurde der Burgus durch Hermann Hinz und Ilse Hömberg-Stade vom Rheinischen Landesmuseum Bonn erstmals systematisch untersucht. Erst seit diesem Zeitpunkt ist klar, dass es sich bei den Mauerresten tatsächlich um die eines spätrömischen Burgus handelt. Über den Befund des Burgus selbst hinaus wurden die Reste eines römerzeitlichen Brennofens für Glaserzeugnisse gefunden.
Das Rheinische Amt für Bodendenkmalpflege, Außenstelle Xanten veranlasste in den Jahren 2006 und 2007 erneute Grabungen, um Lage und Ausdehnung der antiken Kleinfestung genauer zu ermitteln.

## Archäologische Befunde

### Burgus

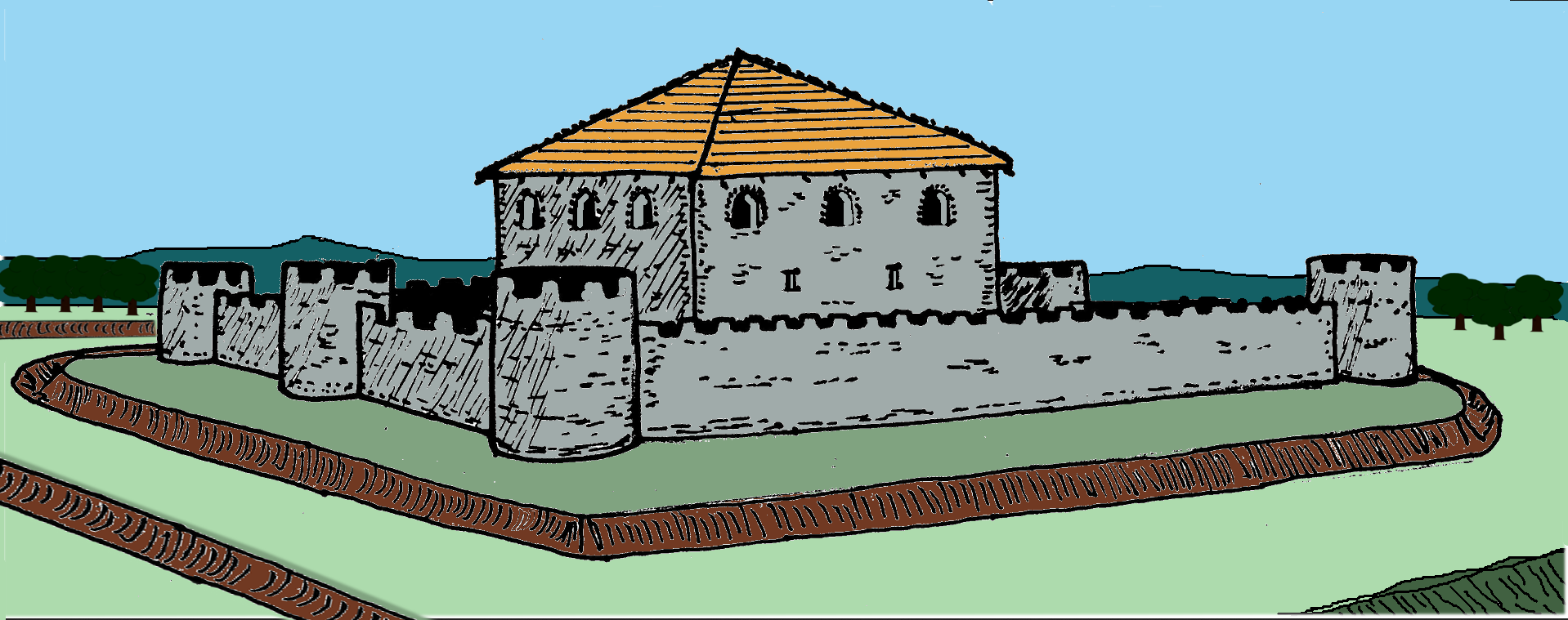
Rekonstruktionsskizze des Burgus, Ansicht aus SW

Der Burgus Asperden ist eine annähernd rechteckige Befestigungsanlage mit einem zentralen, quadratischen Innenturm mit einer Seitenlänge von 15,6 × 15,6 Metern. Die zwei Meter mächtigen Fundamente weisen auf einen mehrstöckigen Turm hin. Neben gebrannten Ziegeln wurden vor allem Kalkstein-, Sandstein- und Tuffstein-Quader für den Bau der Festung verwendet.
Im Abstand von jeweils elf Metern war der Turm von einer Ringmauer umgeben, die 40 m mal 40 m lang und 1,4 m breit war. An der südlichen Seite lässt sie sich nicht mehr nachweisen, da die Erosion sämtliche Spuren verwischt hat. Ihre Existenz kann hier jedoch aufgrund von Bausteinfunden am Hang als sehr wahrscheinlich angenommen werden. Die Ringmauer war mit sieben vorstehenden, runden Eck- und Mitteltürmen verstärkt, die einen Durchmesser von bis zu 4,25 Metern hatten. Bis auf die Ostseite waren alle mit einem zusätzlichen Mittelturm versehen.
Mit Ausnahme der Hangseite waren alle drei Seiten zusätzlich durch einen Spitzgraben gesichert, der auf der Westseite durch einen zweiten Graben verstärkt war. Die Länge der Gräben belief sich auf rund 72 Meter.

### Glasofen

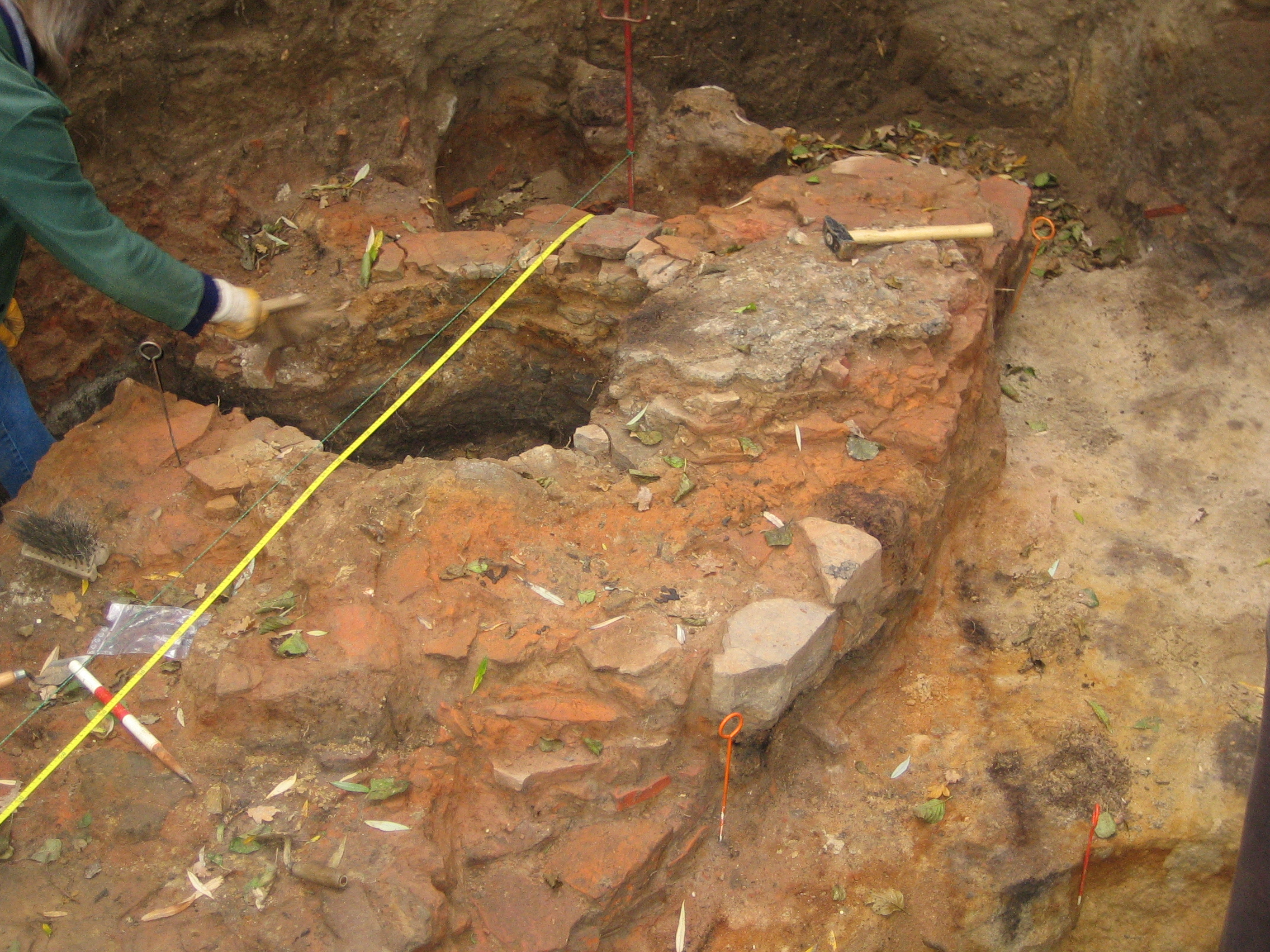
Der Glasofen während der Ausgrabung im Jahr 2006

Am ehemaligen Steilhang zur Niers wurde ein Brennofen entdeckt, der zur Glasherstellung gedient hatte. Es handelt sich um eine spätantike Ofenanlage mit insgesamt vier Öffnungen, zwei Arbeitsöffnungen, einer Schüröffnung und einer für den Kanal zum Kühlofen. Anhand der Glasfunde (flache Trinkschalen (Typ Isings 117), halbkugelige Becher (Typ Isings 96) und Trinkschalen mit Nuppen und Fadenzier (Typ Helle)) kann der Ofen ziemlich exakt datiert werden. Der letztgenannte Fundtyp weist auf eine Nutzung bis in die Zeit des frühen fünften Jahrhunderts hin. Ob Burgus und Glasbrennerei in einem funktionellen Zusammenhang standen, ist bislang nicht geklärt.
Die Glasbrennerei wurde nach der letzten Untersuchung wieder zugeschüttet, um sie besser vor Raubgrabungen zu schützen.

## Denkmalschutz
Der Burgus von Asperden ist ein Bodendenkmal nach dem Gesetz zum Schutz und zur Pflege der Denkmäler im Lande Nordrhein-Westfalen (Denkmalschutzgesetz – DSchG). Nachforschungen und gezieltes Sammeln von Funden sind genehmigungspflichtig, Zufallsfunde an die Denkmalbehörden zu melden.